# Bieleboh (Gottheit)
Bieleboh (auch Belobog, Bilobog, Belbog, Bialbog, Byelobog, Bielobog, Belun, Bylun) ist der hypothetische Name einer angenommenen slawischen Gottheit des Lichts und der Sonne. Das slawische Wort běli o. ä. bedeutet „weiß“.
Die Erinnerung an Bieleboh lebt in den belarussischen Sagen über Belun fort. Belun ist ein alter Mann mit langem weißem Bart, weißer Kleidung und Spazierstock. Er erscheint nur am Tage, um Wanderer, die sich im dunklen Wald verlaufen haben, auf den Weg zurückzuführen. Ein belarussisches Sprichwort sagt: „Es ist dunkel im Wald ohne Belun“.
Bieleboh wird manchmal auch mit dem Gott Svantovit gleichgesetzt.
Der Name des Berges Bieleboh in der Nähe von Bautzen (499 m) bezieht sich auf die Gottheit, ist jedoch erst seit dem 18. Jahrhundert verzeichnet.